# アリベレティ・ベイトカニ
アリベレティ・ベイトカニ（Alivereti Veitokani、1992年11月2日 - ）は、スーパーラグビーフィジアン・ドゥルアに所属するラグビー選手。

## プロフィール
- フィジー・ナウソリ出身。
- ポジションはフルバック(FB)。
- 身長 180cm、体重 81kg
- ニックネームはFreddy[1]。
- フィジー代表キャップは12（2020年5月現在）でラグビーワールドカップ2019のフィジー代表に選ばれた[2]。
- 7人制フィジー代表に選ばれたことがある。

## 略歴
2018年、ロンドン・アイリッシュに加入。
2021年、フィジアン・ドゥルアに加入。